# Secotium
Genre
Synonymes
- Artymenium Berk. ex E. Fisch.[1]

Secotium est un genre de champignons basidiomycètes de la famille des Agaricaceae.

## Liste des espèces
Selon Index Fungorum (3 mai 2020) :
- Secotium acuminatum Mont. 1848
- Secotium basserianum Durieu & Mont. 1848
- Secotium batava R. Heim & Le Gal 1936
- Secotium coarctatum Berk. 1845
- Secotium coprinoides Routien 1940
- Secotium czerniaievii Mont. 1845
- Secotium decipiens Peck 1895
- Secotium diminutivum Zeller 1939
- Secotium drummondii Berk. ex F. Muell. 1881
- Secotium eburneum Zeller 1941
- Secotium excavatum Kalchbr. 1883
- Secotium fragariosum G. Cunn. 1952
- Secotium globososporum Lloyd 1924
- Secotium gueinzii Kunze 1840
- Secotium himalaicum M. Zang & Yoshim. Doi 1995
- Secotium lilacense Berk. 1867
- Secotium longipes Zeller 1941
- Secotium malinvernianum Ces. 1869
- Secotium minutulum J. Drumm. 1983
- Secotium obtusum Lloyd 1936
- Secotium ochraceum Rodway 1920
- Secotium queinzii Kunze 1840
- Secotium selenaspora R. Heim & Le Gal 1936
- Secotium superbum G. Cunn. 1924
- Secotium szabolcsense Hazsl. 1876
- Secotium thunii Schulzer 1865
- Secotium warnei (Peck) Peck 1882